# Prefijo de teléfono local en Francia
El prefijo telefónico local en Francia permitió, hasta 2022, identificar el área geográfica donde se encuentra un suscriptor que posee un número de teléfono fijo tradicional, excluyendo los números no geográficos que comienzan con el prefijo 09, por ejemplo los previstos para la voz sobre IP en las suscripciones triple play del router de Internet. Desde el 1 de enero de 2023, ya no existe ningún requisito de ubicación geográfica para usar un código de área geográfica.

Las áreas geográficas de Francia metropolitana.

Los prefijos de área geográfica se dan con el prefijo 0, es decir, el del operador telefónico por defecto. Estas áreas están definidas por la letra Z de la codificación E <b id="mwFw">Z</b> AB PQ MCDU (2 dígitos de marcación).
El territorio francés europeo (aparte de las dependencias del Océano Pacífico que tienen una numeración específica) se dividió, entre el 18 de octubre de 1996 y el 1 de enero de 2023, en cinco grandes zonas que agrupaban de una a varias regiones. Este desglose está definido por la ARCEP.
Estas áreas son :
- 01: Isla de Francia.
- 02: Región Noroeste (Bretaña, Centro-Valle del Loira, Normandía y Países del Loira) y océano Índico (Reunión y Mayotte).
- 03: Región Noreste: Borgoña-Franco Condado, Gran Este y Alta Francia.
- 04: Región Sureste: Auvernia-Ródano-Alpes,[3] Córcega, Provenza-Alpes-Costa Azul y parte de Occitania (Languedoc-Rosellón).
- 05: Región Suroeste: Nueva Aquitania y parte de Occitania (Mediodía-Pirineos), y los demás departamentos, colectividades y territorios de ultramar: Guadalupe, Martinica y Guayana Francesa.

Nota 1: el prefijo de área aquí corresponde al área departamental definida por las letras AB en la Codificación EZ AB PQ MCDU (3 y 4 numeración de  ). Estas áreas no necesariamente corresponden a los límites del departamento. Cada zona puede, además, comprender varias zonas departamentales.
La portabilidad de números con prefijos geográficos — en el sentido de mantener un número para una línea fija — puede autorizarse, desde enero de 2020, en una de las 5 áreas geográficas metropolitanas, y, desde enero de 2023, en toda la Francia metropolitana.
A partir del 1 de enero de 2023, determinados prefijos quedan reservados para plataformas de prospección comercial y se convierten en los únicos códigos autorizados para este uso.

## Lista de prefijos de departamento franceses clasificados por código

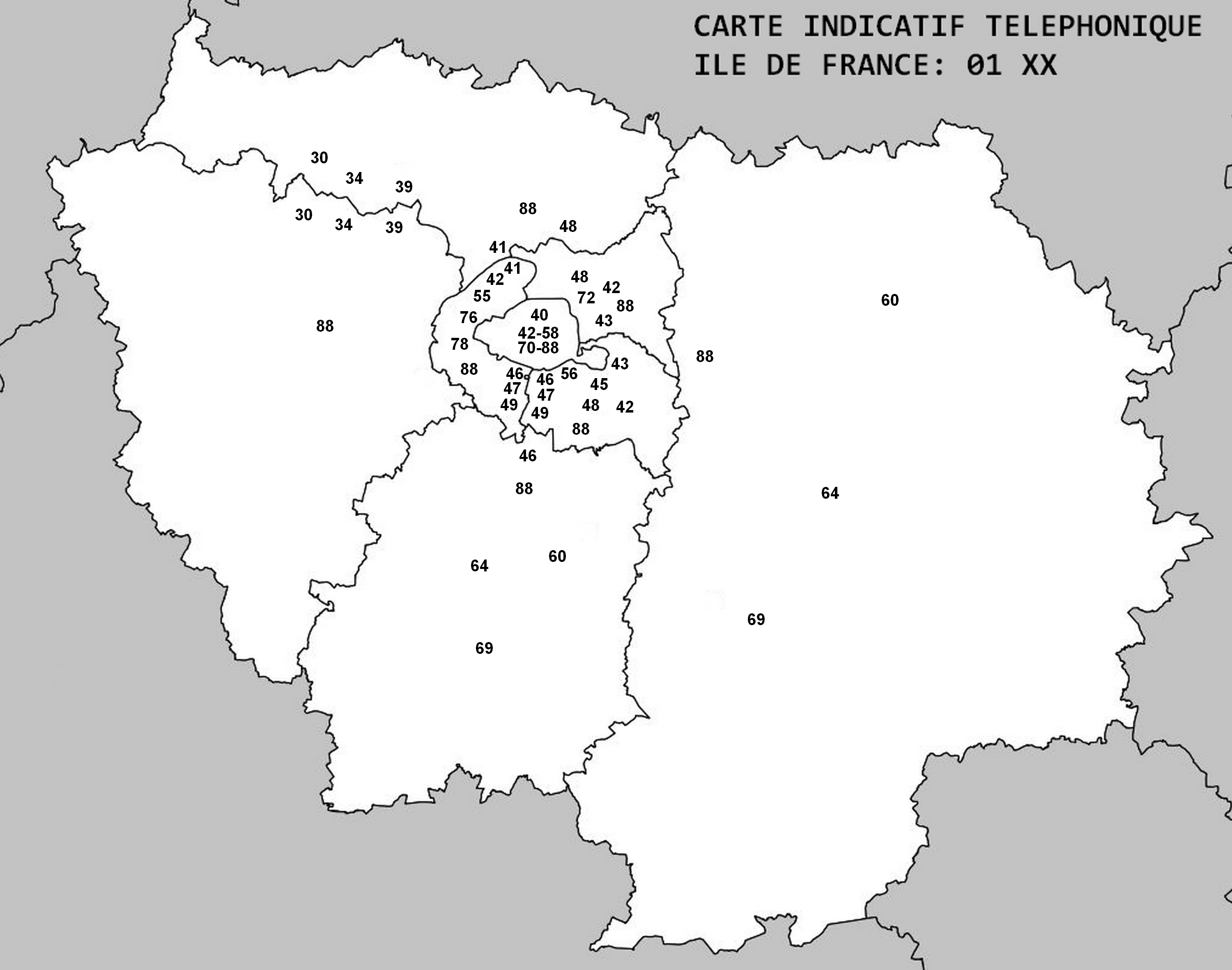
Prefijos telefónicos en Isla de Francia

| Zona | Indicativo                 | Departamento                                                                                            | Desde |
| ---- | -------------------------- | --- | ----- |
| 01   | 30                         | Yvelines, Valle del Oise                                                                                | 1996  |
| 01   | 34                         | Yvelines, Valle del Oise                                                                                | 1996  |
| 01   | 39                         | Yvelines, Valle del Oise                                                                                | 1996  |
| 01   | 40                         | París                                                                                                   | 1996  |
| 01   | 41                         | Altos del Sena, Valle del Oise                                                                          | 1996  |
| 01   | 42                         | París, Altos del Sena, Sena-San Denis, Valle del Marne                                                  | 1996  |
| 01   | 43                         | París, Valle del Marne, Sena-San Denis                                                                  | 1996  |
| 01   | 44                         | París                                                                                                   | 1996  |
| 01   | 45                         | París, Valle del Marne                                                                                  | 1996  |
| 01   | 46                         | París, Essonne, Altos del Sena, Valle del Marne                                                         | 1996  |
| 01   | 47                         | París, Altos del Sena, Valle del Marne                                                                  | 1996  |
| 01   | 48                         | París, Sena-San Denis, Valle del Marne, Valle del Oise                                                  | 1996  |
| 01   | 49                         | París, Altos del Sena, Valle del Marne                                                                  | 1996  |
| 01   | 53                         | París                                                                                                   | 1996  |
| 01   | 55                         | París, Altos del Sena                                                                                   | 1996  |
| 01   | 56                         | París, Valle del Marne                                                                                  |       |
| 01   | 58                         | París                                                                                                   |       |
| 01   | 60                         | Sena y Marne, Essonne                                                                                   | 1996  |
| 01   | 62                         | Démarchage téléphonique                                                                                 | 2022  |
| 01   | 63                         | Démarchage téléphonique                                                                                 | 2022  |
| 01   | 64                         | Sena y Marne, Essonne                                                                                   | 1996  |
| 01   | 69 Sena y Marne, \|Essonne | 1996 |       |
| 01   | 70                         | París                                                                                                   |       |
| 01   | 72                         | París, Sena-San Denis                                                                                   |       |
| 01   | 73                         | París                                                                                                   |       |
| 01   | 74                         | París                                                                                                   |       |
| 01   | 75                         | París                                                                                                   |       |
| 01   | 76                         | París, Altos del Sena                                                                                   |       |
| 01   | 77                         | París                                                                                                   |       |
| 01   | 78                         | París, Altos del Sena                                                                                   |       |
| 01   | 79                         | París                                                                                                   |       |
| 01   | 80                         | París                                                                                                   |       |
| 01   | 81                         | París                                                                                                   |       |
| 01   | 82                         | París                                                                                                   |       |
| 01   | 83                         | París                                                                                                   |       |
| 01   | 88                         | París, Sena y Marne, Yvelines, Essonne, Altos del Sena, Sena-San Denis, Valle del Marne, Valle del Oise | 2018  |
| 02   | 14                         | Calvados, Mancha, Orne                                                                                  |       |
| 02   | 18                         | Cher, Eure y Loir, Indre, Indre y Loira, Loir y Cher, Loiret                                            |       |
| 02   | 19                         | Cher, Eure y Loir, Indre, Indre y Loira, Loir y Cher, Loiret                                            |       |
| 02   | 21                         | Costas de Armor, Finisterre, Ille y Vilaine, Morbihan                                                   |       |
| 02   | 22                         | Costas de Armor, Finisterre, Ille y Vilaine, Morbihan                                                   |       |
| 02   | 23                         | Ille y Vilaine                                                                                          |       |
| 02   | 28                         | Loira Atlántico, Vandea                                                                                 |       |
| 02   | 29                         | Finisterre                                                                                              |       |
| 02   | 30                         | Costas de Armor, Finisterre, Ille y Vilaine, Morbihan                                                   |       |
| 02   | 31                         | Calvados                                                                                                | 1996  |
| 02   | 32                         | Eure, Sena Marítimo                                                                                     | 1996  |
| 02   | 33                         | Mancha, Orne                                                                                            | 1996  |
| 02   | 34                         | Cher, Eure y Loir, Indre, Indre y Loira, Loir y Cher, Loiret                                            |       |
| 02   | 35                         | Sena Marítimo                                                                                           | 1996  |
| 02   | 36                         | Cher, Eure y Loir, Indre, Indre y Loira, Loir y Cher, Loiret                                            |       |
| 02   | 37                         | Eure y Loir                                                                                             | 1996  |
| 02   | 38                         | Loiret                                                                                                  | 1996  |
| 02   | 40                         | Loira Atlántico                                                                                         | 1996  |
| 02   | 41                         | Maine y Loira                                                                                           | 1996  |
| 02   | 43                         | Mayenne, Sarthe                                                                                         | 1996  |
| 02   | 44                         | Loira Atlántico, Maine y Loira, Mayenne, Sarthe, Vandea                                                 |       |
| 02   | 45                         | Cher, Eure y Loir, Indre, Indre y Loira, Loir y Cher, Loiret                                            |       |
| 02   | 46                         | Cher, Eure y Loir, Indre, Indre y Loira, Loir y Cher, Loiret                                            |       |
| 02   | 47                         | Indre y Loira                                                                                           | 1996  |
| 02   | 48                         | Cher | 1996  |
| 02   | 49                         | Loira Atlántico, Maine y Loira, Mayenne, Sarthe, Vandea                                                 |       |
| 02   | 50                         | Calvados, Mancha, Orne                                                                                  |       |
| 02   | 51                         | Loira Atlántico, Vandea                                                                                 | 1996  |
| 02   | 52                         | Loira Atlántico, Maine y Loira, Mayenne, Sarthe, Vandea                                                 |       |
| 02   | 53                         | Loira Atlántico, Maine y Loira, Mayenne, Sarthe, Vandea                                                 |       |
| 02   | 54                         | Indre, Loir y Cher                                                                                      | 1996  |
| 02   | 55                         | Loira Atlántico, Maine-et-Loir, Mayenne, Sarthe, Vandea                                                 |       |
| 02   | 56                         | Costas de Armor, Finisterre, Ille y Vilaine, Morbihan                                                   |       |
| 02   | 57                         | Costas de Armor, Finisterre, Ille y Vilaine, Morbihan                                                   |       |
| 02   | 58                         | Calvados, Mancha, Orne                                                                                  |       |
| 02   | 61                         | Calvados, Mancha, Orne                                                                                  |       |
| 02   | 62                         | Reunión                                                                                                 |       |
| 02   | 69                         | Mayotte                                                                                                 |       |
| 02   | 70                         | Démarchage téléphonique                                                                                 | 2022  |
| 02   | 71                         | Démarchage téléphonique                                                                                 | 2022  |
| 02   | 72                         | Loira Atlántico, Maine y Loira, Mayenne, Sarthe, Vandea                                                 |       |
| 02   | 76                         | Eure, Sena Marítimo                                                                                     |       |
| 02   | 77                         | Eure, Sena Marítimo                                                                                     |       |
| 02   | 78                         | Eure, Sena Marítimo                                                                                     |       |
| 02   | 79                         | Eure, Sena Marítimo                                                                                     |       |
| 02   | 85                         | Loira Atlántico, Maine y Loira, Mayenne, Sarthe, Vandea                                                 |       |
| 02   | 90                         | Costas de Armor, Finisterre, Ille y Vilaine, Morbihan                                                   |       |
| 02   | 96                         | Costas de Armor                                                                                         | 1996  |
| 02   | 97                         | Morbihan                                                                                                | 1996  |
| 02   | 98                         | Finisterre                                                                                              | 1996  |
| 02   | 99                         | Ille y Vilaine                                                                                          | 1996  |
| 03   | 10                         | Ardenas, Aube, Marne, Alto Marne                                                                        |       |
| 03   | 20                         | Norte                                                                                                   | 1996  |
| 03   | 21                         | Paso de Calais                                                                                          | 1996  |
| 03   | 22                         | Somme                                                                                                   | 1996  |
| 03   | 23                         | Aisne                                                                                                   | 1996  |
| 03   | 24                         | Ardenas                                                                                                 | 1996  |
| 03   | 25                         | Aube, Alto Marne                                                                                        | 1996  |
| 03   | 26                         | Marne                                                                                                   | 1996  |
| 03   | 27                         | Norte                                                                                                   | 1996  |
| 03   | 28                         | Norte                                                                                                   | 1996  |
| 03   | 29                         | Meurthe y Mosela, Mosa, Vosgos                                                                          | 1996  |
| 03   | 39                         | Doubs, Jura, Alto Saona, Territorio de Belfort                                                          |       |
| 03   | 44                         | Oise | 1996  |
| 03   | 45                         | Côte-d'Or, Nièvre, Saona y Loira, Yonne                                                                 |       |
| 03   | 51                         | Ardenas, Aube, Marne, Alto Marne                                                                        |       |
| 03   | 52                         | Ardenas, Aube, Marne, Alto Marne                                                                        |       |
| 03   | 53                         | Ardenas, Aube, Marne, Alto Marne                                                                        |       |
| 03   | 54                         | Meurthe y Mosela, Mosa, Mosela, Vosgos                                                                  |       |
| 03   | 55                         | Meurthe y Mosela, Mosa, Mosela, Vosgos                                                                  |       |
| 03   | 56                         | Meurthe y Mosela, Mosa, Mosela, Vosgos                                                                  |       |
| 03   | 57                         | Meurthe y Mosela, Mosa, Mosela, Vosgos                                                                  |       |
| 03   | 58                         | Côte-d'Or, Nièvre, Saona y Loira, Yonne                                                                 |       |
| 03   | 59                         | Norte, Paso de Calais                                                                                   |       |
| 03   | 60                         | Aisne, Oise, Somme                                                                                      | 1996  |
| 03   | 61                         | Norte, Paso de Calais                                                                                   |       |
| 03   | 62                         | Norte, Paso de Calais                                                                                   |       |
| 03   | 63                         | Doubs, Jura, Alto Saona, Territorio de Belfort                                                          |       |
| 03   | 64                         | Aisne, Oise, Somme                                                                                      |       |
| 03   | 65                         | Aisne, Oise, Somme                                                                                      |       |
| 03   | 66                         | Norte, Paso de Calais                                                                                   |       |
| 03   | 67                         | Bajo Rin, Alto Rin                                                                                      |       |
| 03   | 68                         | Bajo Rin, Alto Rin                                                                                      |       |
| 03   | 69                         | Bajo Rin, Alto Rin                                                                                      |       |
| 03   | 70                         | Doubs, Jura, Alto Saona, Territorio de Belfort                                                          |       |
| 03   | 71                         | Côte-d'Or, Nièvre, Saona y Loira, Yonne                                                                 |       |
| 03   | 72                         | Meurthe y Mosela, Mosa, Mosela, Vosgos                                                                  |       |
| 03   | 73                         | Côte-d'Or, Nièvre, Saona y Loira, Yonne                                                                 |       |
| 03   | 75                         | Aisne, Oise, Somme                                                                                      |       |
| 03   | 76                         | Norte, Paso de Calais                                                                                   |       |
| 03   | 77                         | Démarchage téléphonique                                                                                 | 2022  |
| 03   | 78                         | Démarchage téléphonique                                                                                 | 2022  |
| 03   | 79                         | Côte-d'Or, Nièvre, Saona y Loira, Yonne                                                                 |       |
| 03   | 80                         | Côte-d'Or                                                                                               | 1996  |
| 03   | 81                         | Doubs                                                                                                   | 1996  |
| 03   | 82                         | Meurthe y Mosela, Mosela                                                                                | 1996  |
| 03   | 83                         | Meurthe y Mosela                                                                                        | 1996  |
| 03   | 84                         | Jura, Alto Saona, Territorio de Belfort                                                                 | 1996  |
| 03   | 85                         | Saona y Loira, Ain                                                                                      | 1996  |
| 03   | 86                         | Côte-d'Or, Yonne, Nièvre                                                                                | 1996  |
| 03   | 87                         | Mosela                                                                                                  | 1996  |
| 03   | 88                         | Bajo Rin                                                                                                | 1996  |
| 03   | 89                         | Alto Rin                                                                                                | 1996  |
| 03   | 90                         | Bajo Rin, Alto Rin                                                                                      |       |
| 04   | 11                         | Aude, Gard, Hérault, Lozère, Pirineos Orientales                                                        |       |
| 04   | 13                         | Alpes de Alta Provenza, Altos Alpes, Bocas del Ródano, Vaucluse                                         |       |
| 04   | 15                         | Allier, Cantal, Alto Loira, Puy-de-Dôme                                                                 |       |
| 04   | 20                         | Córcega del Sur, Alta Córcega                                                                           |       |
| 04   | 22                         | Alpes Marítimos, Var                                                                                    |       |
| 04   | 23                         | Alpes Marítimos, Var                                                                                    |       |
| 04   | 24                         | Démarchage téléphonique                                                                                 | 2022  |
| 04   | 25                         | Démarchage téléphonique                                                                                 | 2022  |
| 04   | 26                         | Ain, Ardèche, Drôme, Loira, Ródano                                                                      |       |
| 04   | 27                         | Ain, Ardèche, Drôme, Loira, Ródano                                                                      |       |
| 04   | 30                         | Aude, Gard, Hérault, Lozère, Pirineos Orientales                                                        |       |
| 04   | 32                         | Bocas del Ródano, Vaucluse                                                                              |       |
| 04   | 34                         | Aude, Gard, Hérault, Lozère, Pirineos Orientales                                                        |       |
| 04   | 37                         | Ródano                                                                                                  |       |
| 04   | 38                         | Isère                                                                                                   |       |
| 04   | 42                         | Bocas del Ródano                                                                                        | 1996  |
| 04   | 43                         | Allier, Cantal, Alto Loira, Puy-de-Dôme                                                                 |       |
| 04   | 44                         | Allier, Cantal, Alto Loira, Puy-de-Dôme                                                                 |       |
| 04   | 48                         | Aude, Gard, Hérault, Lozère, Pirineos Orientales                                                        |       |
| 04   | 50                         | Ain, Alta Saboya                                                                                        | 1996  |
| 04   | 56                         | Isère, Saboya, Alta Saboya                                                                              |       |
| 04   | 57                         | Isère, Saboya, Alta Saboya                                                                              |       |
| 04   | 58                         | Isère, Saboya, Alta Saboya                                                                              |       |
| 04   | 63                         | Allier, Cantal, Alto Loira, Puy-de-Dôme                                                                 |       |
| 04   | 65                         | Alpes de Alta Provenza, Altos Alpes, Bocas del Ródano, Vaucluse                                         |       |
| 04   | 66                         | Gard, Lozère                                                                                            | 1996  |
| 04   | 67                         | Gard, Hérault                                                                                           | 1996  |
| 04   | 68                         | Aude, Hérault, Pirineos Orientales                                                                      | 1996  |
| 04   | 69                         | Ain, Ardèche, Drôme, Loira, Ródano                                                                      | 1996  |
| 04   | 70                         | Allier                                                                                                  | 1996  |
| 04   | 71                         | Cantal, Alto Loira                                                                                      | 1996  |
| 04   | 72                         | Ródano                                                                                                  | 1996  |
| 04   | 73                         | Puy-de-Dôme                                                                                             | 1996  |
| 04   | 74                         | Ain, Ródano, Isère                                                                                      | 1996  |
| 04   | 75                         | Ardèche, Drôme                                                                                          | 1996  |
| 04   | 76                         | Isère                                                                                                   | 1996  |
| 04   | 77                         | Loira                                                                                                   | 1996  |
| 04   | 78                         | Ródano                                                                                                  | 1996  |
| 04   | 79                         | Saboya, Ain                                                                                             | 1996  |
| 04   | 80                         | Isère, Saboya, Alta Saboya                                                                              |       |
| 04   | 81                         | Ain, Ardèche, Drôme, Loira, Ródano                                                                      |       |
| 04   | 82                         | Ain, Ardèche, Drôme, Loira, Ródano                                                                      |       |
| 04   | 83                         | Alpes Marítimos, Var                                                                                    |       |
| 04   | 84                         | Alpes de Alta Provenza, Altos Alpes, Bocas del Ródano, Vaucluse                                         |       |
| 04   | 85                         | Isère, Saboya, Alta Saboya                                                                              |       |
| 04   | 86                         | Alpes de Alta Provenza, Altos Alpes, Bocas del Ródano, Vaucluse                                         |       |
| 04   | 87                         | Ain, Ardèche, Drôme, Loira, Ródano                                                                      |       |
| 04   | 88                         | Alpes de Alta Provenza, Altos Alpes, Bocas del Ródano, Vaucluse                                         |       |
| 04   | 89                         | Alpes Marítimos, Bocas del Ródano, Var                                                                  |       |
| 04   | 90                         | Bocas del Ródano, Vaucluse                                                                              | 1996  |
| 04   | 91                         | Marsella                                                                                                | 1996  |
| 04   | 92                         | Alpes de Alta Provenza, Altos Alpes, Alpes Marítimos, Var                                               | 1996  |
| 04   | 93                         | Alpes Marítimos                                                                                         | 1996  |
| 04   | 94                         | Var | 1996  |
| 04   | 95                         | Córcega del Sur, Alta Córcega                                                                           | 1996  |
| 04   | 97                         | Alpes Marítimos                                                                                         |       |
| 04   | 98                         | Var |       |
| 04   | 99                         | Hérault                                                                                                 |       |
| 05   | 08                         | San Pedro y Miquelón                                                                                    |       |
| 05   | 16                         | Charente, Charente Marítimo, Deux-Sèvres, Vienne                                                        |       |
| 05   | 17                         | Charente, Charente Marítimo, Deux-Sèvres, Vienne                                                        |       |
| 05   | 18                         | Corrèze, Creuse, Alto Vienne                                                                            |       |
| 05   | 19                         | Corrèze, Creuse, Alto Vienne                                                                            |       |
| 05   | 24                         | Dordoña, Gironda, Landas, Lot y Garona, Pirineos Atlánticos                                             |       |
| 05   | 31                         | Ariège, Aveyron, Alto Garona, Gers, Lot, Altos Pirineos, Tarn, Tarn y Garona                            |       |
| 05   | 32                         | Ariège, Aveyron, Alto Garona, Gers, Lot, Altos Pirineos, Tarn, Tarn y Garona                            |       |
| 05   | 33                         | Dordoña, Gironda, Landas, Lot y Garona, Pirineos Atlánticos                                             |       |
| 05   | 34                         | Alto Garona                                                                                             | 1996  |
| 05   | 35                         | Dordoña, Gironda, Landes, Lot y Garona, Pirineos Atlánticos                                             |       |
| 05   | 36                         | Ariège, Aveyron, Alto Garona, Gers, Lot, Altos Pirineos, Tarn, Tarn y Garona                            |       |
| 05   | 40                         | Dordoña, Gironda, Landas, Lot y Garona, Pirineos Atlánticos                                             |       |
| 05   | 45                         | Charente                                                                                                | 1996  |
| 05   | 46                         | Charente Marítimo                                                                                       | 1996  |
| 05   | 47                         | Dordoña, Gironda, Landas, Lot y Garona, Pirineos Atlánticos                                             |       |
| 05   | 49                         | Deux-Sèvres, Vienne                                                                                     | 1996  |
| 05   | 53                         | Dordoña, Lot y Garona                                                                                   | 1996  |
| 05   | 54                         | Dordoña, Gironda, Landas, Lot y Garona, Pirineos Atlánticos                                             |       |
| 05   | 55                         | Corrèze, Creuse, Alto Vienne                                                                            | 1996  |
| 05   | 56                         | Gironda                                                                                                 | 1996  |
| 05   | 57                         | Gironda                                                                                                 | 1996  |
| 05   | 58                         | Landas                                                                                                  | 1996  |
| 05   | 59                         | Pirineos Atlánticos                                                                                     | 1996  |
| 05   | 61                         | Ariège, Alto Garona, Gers, Altos Pirineos                                                               | 1996  |
| 05   | 62                         | Alto Garona, Gers, Altos Pirineos                                                                       | 1996  |
| 05   | 63                         | Tarn, Tarn y Garona                                                                                     | 1996  |
| 05   | 64                         | Dordoña, Gironda, Landas, Lot y Garona, Pirineos Atlánticos                                             |       |
| 05   | 65                         | Aveyron, Lot                                                                                            | 1996  |
| 05   | 67                         | Ariège, Aveyron, Alto Garona, Gers, Lot, Altos Pirineos, Tarn, Tarn y Garona                            |       |
| 05   | 68                         | Démarchage téléphonique                                                                                 | 2022  |
| 05   | 69                         | Démarchage téléphonique                                                                                 | 2022  |
| 05   | 79                         | Charente, Charente Marítimo, Deux-Sèvres, Vienne                                                        |       |
| 05   | 81                         | Ariège, Aveyron, Alto Garona, Gers, Lot, Altos Pirineos, Tarn, Tarn y Garona                            |       |
| 05   | 82                         | Ariège, Aveyron, Alto Garona, Gers, Lot, Altos Pirineos, Tarn, Tarn y Garona                            |       |
| 05   | 86                         | Charente, Charente Marítimo, Deux-Sèvres, Vienne                                                        |       |
| 05   | 87                         | Corrèze, Creuse, Alto Vienne                                                                            |       |
| 05   | 90                         | Guadalupe, San Bartolomé, San Martín                                                                    |       |
| 05   | 94                         | Guayana Francesa                                                                                        |       |
| 05   | 96                         | Martinica                                                                                               |       |

### Vínculos internos
- Plan de numeración telefónica en Francia
- Lista de prefijos de operadores de telefonía por Internet en Francia
- Lista de prefijos de operadores móviles en Francia
- Códigos telefónicos antiguos en París
- Antiguos códigos de área en Francia